# Аэросила
АО «Научно-производственное предприятие „Аэросила“» — советская, российская фирма по разработке и производству самолётных воздушных винтов, винтовентиляторов, вспомогательных газотурбинных двигателей (ВГТД), гидромеханических регуляторов для воздушных винтов, механизмов для изменения стреловидности крыла, других авиационных агрегатов. Является одним из градообразующих предприятий города Ступино.

## История
Ступинский комбинат легких сплавов создавался в соответствии с приказом Наркомата тяжёлой промышленности № 46с от 03.03.1936 года, для производства авиационных воздушных винтов.
Комбинату была передана стройплощадка и производственная база строящегося с 1932 г. Каширского электровозного завода.
В 1936 году комбинат вошел в состав подсобного треста ГУАП НКТП. В соответствии с постановлением СНК № 2139-425сс от 21.12.1936 года он передан в ведение 1-го Главного управления НКОП. Приказом № 293 от 17.08.1937 года утвержден Устав ГС комбината № 150. По приказу № 33сс от 1/3.02.1938 года комбинат передан в ведение созданного Главного управления авиационного моторостроения, в 12.1938 году – в ведении 18-го ГУ.
Для строительства прокатного завода в составе комбината по приказу № 29 от 1.02.1938 г. было организовано Управление по строительству, срок пуска завода установлен 07.1939 г; пр. № 446с от 27.11.1938 г. требовалось закончить техпроект завода к 25.01.1939 г. (ГПИ-1).
Постановлением СТО от 15.01.1937 г. и приказом № 0026 от 4.02.1937 года комбинату было поручено организовать производство и изготовить в 1937 году 1000 втулок воздушных винтов ВИШ-6 (к 15.04.1937г. выпущено 15). Приказом № 0084 от 15.04.1937 года заводу установлена программа на 1937 год – 2500 втулок (первоначально производственная программа включала 700 ВИШ-3). Приказом № 59сс от 16.02.1938 г. заводу установлена программа по выпуску в/винтов на 1938 г.: ВИШ-21 – 650 шт., ВИШ-3 – 900 шт., ВИШ-6 – 300 шт., для М-25 – 2800 шт. По приказу № 73с от 4/8.03.1938 г. требовалось начать подготовку к производству винтов Ратье для мотора МВ-6 и выпустить в 1938 г. 100 винтов. Приказом № 381сс от 29.09.1938 г. в производственную программу завода на 1938 г. включен выпуск винтов ВИШ-26, -6А, -3, -21, -28, -23, -17.
В 1938 году на авиакомбинате создается опытное производство. В августе 1938 года оно было преобразовано в ОКБ-150. С 1 апреля 1941 года при комбинате организовано серийное КБ.
С начала 1938 года было начато строительство прокатного производства (производство № 4). Для него были заказаны в Америке прокатные станы. Полностью завод вступил в строй в 1940 году, когда было выпущено 4191 тонн дюралевого проката. В мае 1941 года 1-я очередь комбината вышла на проектную мощность, комбинат на тот момент был крупнейшим в мире. Перед войной выпускались воздушные винты ВИШ-21, -22Е, -22Т, -23, -61, В-25.
По приказу № 358с от 19.07.1940 г. на комбинате были созданы два самостоятельных производства: завод по воздушным винтам при 3-м ГУ и прокатный завод, по приказу № 240с от 18.03.1941 года переданный в 9-е ГУ НКАП.
В соответствии с Постановлением ГКО № 741с от 8.10.1941 года и приказом НКАП № 1053сс от 09.10.1941 г. комбинат № 150 был эвакуирован в три места: винтовое производство авиакомбината – в Куйбышев, пос. Безымянка, на территорию бытовок завода № 122, где он получает обозначение завод № 35; часть металлургического производства – в г. Каменск-Уральский Свердловской обл. на площадку строящегося завода № 268 НКАП, где продолжил действовать как комбинат № 150; часть металлообрабатывающего оборудования оказалась на площадке завода № 491 НКАП в г. В. Салда Свердловской обл. и передана там по приказу № 1069с от 14.10.1941 года заводу № 95 НКАП.
В соответствии с постановлением ГКО № 1292 от 16.02.1942 года и приказом № 143с от 20.02.1942 года часть металлургического производства (до 50% оборудования и 1600 чел.) вернулась из г. Каменск-Уральский на старое место, для организации производства проката и штамповок из легких сплавов, и стало называться Металлургический авиакомбинат № 150 НКАП. Остальные мощности комбината в Каменске-Уральском переданы заводу № 268 НКАП. 
С 1 января 1945 года в состав завода № 150 НКАП по приказу № 9с от 16 января 1945 года был влит завод № 49 НКАП из Уфы. Далее, по приказу № 161с от 20.04.1945 г. в состав завода № 150 был влит опытный завод № 25 НКАП (г. Ступино) с образованием винтового ОКБ с опытным цехом комбината № 150. На заводе № 150 началось производство воздушных винтов. Далее винтовое производство выделено в самостоятельный серийный завод № 120.
В соответствии с постановлением ГКО № 8852 от 31 мая 1945 года на завод было вывезено оборудование и материалы с немецкого завода по обработке алюминиевых сплавов «Мефа» Дюринского металлургического товарищества в районе г. Варен. В 1946 г. заводу по репарациям было поставлено 764 трофейных металлорежущих станка.
С мая 1946 г. завод № 150 – в ведении 9-го ГУ МАП. 
По приказу № 155с от 25.03.1946 года было отменено решение о ликвидации завода № 25 НКАП на площадях винтового производства завода № 150.  Для расширения опытно-экспериментальных работ по воздушным винтам и регуляторам создавался новый завод № 120. Основу коллектива завода составил штат ОКБ-150 и опытного винтового цеха. Директором и главным конструктором завода был назначен К. И. Жданов.
Приказом МАП № 417 от 17.06.1948 г. на базе опытного завода № 120 было образовано два самостоятельных предприятия — серийный завод № 120 и ОКБ-120.
В 1960 году завод получил название — предприятие «п/я 29».
С декабря 1963 года – Ступинский машиностроительный завод (СМЗ). В 1972 году завод в ведении 4-го ГУ МАП. Имел наименование «п/я М-5247». 
В октябре 1973 года приказом МАП СКБМ и СМЗ объединены в единое Ступинское производственно-конструкторское объединение (СПКО), условное наименование — «п/я М(В)-2800». 
В июле 1978 года оно переименовано в Ступинское машиностроительное ПО (СМПО, предприятие п/я М-5247).
В мае 1994 года предприятие было акционировано и преобразовано в АООТ «СМПП».
Директор (с марта 1946 года) — К. И. Жданов, (1948 — май 1949 г.) - Н. В. Терентьев, (1949 г.) - А. П. Чекинов, (1949-54 г.) - И. А. Коваленко, (апрель 1954-69 г.)- Ф. А. Бахаровский, (1969-83 г.)- М. И. Абрамов. Гендиректор (1983-97 г.-)- А. Ю. Братков, (-2002-05г.-) - А. Г. Поляков.
Гл. конструктор (03.1946 г.-)- К. И. Жданов, (10.1973-84 г.)- А. М. Поляков, (1984г.-)- Ю. Л. Сухоросов.
Зам. гл. конструктора: по винтам (1946 г.-)- Д. М. Дубровский; по регуляторам (1946 г.-)- А. Н. Петелин.
Производство: воздушные винты: В-25, ВИШ-6 (1936 год); ВИШ-3, ВИШ-21, ВИШ-23 (1938 год); АВ-1 (1939 год), АВ-5Л-123 (1940 год), АВ-5ЛВ-139 (1941 год), АВ-5Л-158 (1942 год), АВ-5Л-124 (1943 год), АВ-5В-167 (1943 год), АВ-7НЕ-161 (1945-57 гг), АВ-9Е-91 (1945-48 гг), АВ-9ВФ-21К (1949 год), АВ-9В-91 (1953-57 гг), АВ-50 (1954-56 гг), АВ-60 (1954- 1980 гг), АВ-60Н (1956 год и далее), АВ-68 (1957-66 гг), АВ-68И, АВ-68Д серии 01 (1959 год и далее), АВ-68Д серии 03 (1965 год), АВ-63Б (1959 год), АВ-72 (с 1962 года), АВ-90 (1966 год), АВ-60П (1966 год), СВ-34 (1991-92 гг); винтовые механизмы: ВП-23 (1973 год), ВП-4 (1977 год), ВП-2 (1986 год); втулки несущего винта: Ми-6 (1963 год), Ми-8 (1965 год ), Ми-24 (1972 год ), Ми-28, Ми-38; рулевой винт Ми-26 (1980 год); колонки несущего винта: Ка-50 (1993 год), Ка-52, Ка-62; корпус винта «Гамильтон Стандарт» (1993 год).
ОКБ-120 МАП было образовано по приказу МАП № 417 от 17.06.1948 года и  выделено из состава завода. Имело наименования: «п/я 18», «п/я А-1270» (1984-87гг).
Основное направление работы КБ — создание вспомогательных силовых установок для авиации, также разработка и изготовление в/винтов, винтовентиляторов, систем управления винтами, винтовые преобразователи для самолетов с изменяемой геометрией крыла. 
К 2005 году было создано более 110 воздушных винтов для всех винтовых самолетов СССР и России (кроме спортивных).  Создано: воздушные винты: АВ-1 (1939 год), АВ-2 (1940 год), АВ-3 (1940 год), АВ-5 (1940 год), АВ-7Н-161, АВ-9, АВ-12, АВ-13, АВ-14 для Ан-14 (1966 год), АВ-15, АВ-16, АВ-16У, АВ-16НГ-95, АВ-17, АВ-18 (1945-50 гг), АВ-20А-24 для Ил-10, АВ-24, АВ-24АН для Ан-28 (1975 год), АВ-25, АВ-27, АВ-28 (1945-50 гг), АВ-36 для Ан-38-200 (2002 г), АВ-50 для Ил-14 (1953 г), соосный АВ-60К для Ту-95 (1958 г), АВ-63Б, АВ-68 (1957 г), АВ-72 для Ан-24 (1963 г), АВ-81 для Як-50 (1975 г), АВ-83, соосный АВ-90 для Ан-22 (1965 г), АВ-92, АВ-96, АВ-98, АВ-103, АВ-140, СВ-10, СВ-34, винтовентилятор СВ-27 для Д-27 (1988 г), вентилятор СВ-92 для двигателя НК-93; в/винты для судов на воздушной подушке: АВ-24М для «Скат», АВ-92 для «Джейран», АВ-96 для «Касатка», «Кальмар» и «Мурена», АВ-98 для «Зубр», АВ-99 для «Омар», для экраноплана «Орленок», АВ-110 для «Амфистар» (конец 1990-х); подъемно-движительный комплекс и в/винт АВ-83Т для СВП «Чилим». ВСУ: ТА-4ФЕ, ТА-6, ТА-8, ТА-12, ТА-12-60, ТА-14, ТА-18-100, ТА-14-324. Регулятор оборотов в/винта Р68ДК-24 для АИ-24. Винтовые преобразователи поворота крыла: ВП-23 для МиГ-23 (1968 год), ВП-4, ВП-2 для Су-24, Ту-22М, Ту-160.

## Руководители
- Жданов Константин Иванович (1939—1972 гг.)
- Поляков Анатолий Михайлович (1972—1984 гг.)
- Сухоросов Юрий Леонидович (1984—2002 гг.)
- Сухоросов Сергей Юрьевич (2002 г. — 2022 гг. )
- Точилин Павел Геннадьевич (2022 - наст. вр.)